# Villa di Chiavenna
Villa di Chiavenna är en kommun i provinsen Sondrio i regionen Lombardiet i Italien. Kommunen hade 965 invånare (2018).